# Молдован, Анжела
Анжела Молдован (рум. Angela Moldovan; 19 сентября 1927, Кишинёв, Королевство Румыния — 13 октября 2013, Бухарест, Румыния) — румынская певица
 и актриса
. Заслуженная артистка РНР (1960).

## Биография
Родилась в Кишинёве. В детстве вместе с семьей переехала в Тыргу-Муреш, затем в Тимишоара и Сучаву, где закончила среднюю школу. Обучалась в консерватории в Клуж-Напока и на филологическом факультете Клужского университета.
Дебютировала в 1950 году на сцене Клужской оперы, где проработала четыре года. В 1954 году начала сотрудничать с ансамблем «Чокарлия», а в 1955 году стала солисткой оркестра Государственной филармонии «Барбу Лаутару» в Бухаресте.
В 1956 году полгода гастролировала в КНР (четыре из которых в Китае), Северной Корее, Вьетнаме и СССР. Затем в 1962 году в США, где дала 64 выступления в 50 штатах.
Известна, как исполнительница румынских народных песен, в основном, из северной части Молдовы и Буковины. Лауреат международных фестивалей и конкурсов в Варшаве (1955) и Москве (1957), получившая «Первую премию» и золотую медаль.
Похоронена на кладбище Беллу.

## Фильмография
- 1983 — Фрам (ТВ-сериал)
- 1983 — Этот грустный весёлый цирк
- 1973 — Вероника возвращается — Лиса
- 1972 — Вероника
- 1964 — Лес повешенных — Софико, жена Домши (в титрах не указана)

## Награды
- Кавалер ордена Звезды Румынии (2002)
- Орден Труда II степени (1962)
- ордена «За заслуги перед культурой»[рум.] II класса (1967)
- Заслуженная артистка РНР (1960).
- Золотая медаль международного конкурса исполнителей в Москве (1957).
- Первая премия международного конкурса исполнителей в Варшаве (1955).